# Nita Russell
Nita Russell, nata Nita Irene Russell (Londra, ... – ...; fl. XX secolo), è stata un'attrice britannica del cinema muto.

## Biografia
Nel 1920, girò una serie di film per la Gaumont British Picture Corporation, entrando a far parte del team diretto da W.P. Kellino, uno dei primi registi britannici a specializzarsi nel genere delle comiche. 

## Filmografia
- On Leave, regia di Alexander Butler (1918)
- The Other Dog's Day, regia di Cecil Mannering (1920)
- The Bitten Biter, regia di Cecil Mannering (1920)
- Oh! Jemimah!, regia di Cecil Mannering (1920)
- Horatio's Deception, regia di Cecil Mannering (1920)
- The Lightning Liver Cure, regia di W.P. Kellino (1920)
- Sweep, regia di W.P. Kellino (1920)
- Souvenirs, regia di W.P. Kellino (1920)
- Run! Run!, regia di W.P. Kellino (1920)
- On the Reserve, regia di W.P. Kellino (1920)
- Cupid's Carnival, regia di W.P. Kellino (1920)
- Cousin Ebenezer, regia di W.P. Kellino (1920)
- A Broken Contract, regia di W.P. Kellino (1920)
- The Fordington Twins, regia di W.P. Kellino (1920)